# Raymond Thorne
Raymond Thorne (Chicago, Estados Unidos, 29 de abril de 1887-10 de enero de 1921) fue un nadador estadounidense especializado en pruebas de estilo libre, donde consiguió ser subcampeón olímpico en 1904 en los 4x50 yardas.

## Carrera deportiva
En las Olimpiadas de San Luis 1904 ganó la medalla de plata en los relevos de 4x50 yardas estilo libre, por detrás del equipo estadounidense de New York Athletic Club y por delante de otro equipo estadounidense, el Missouri Athletic Club, siendo sus compañeros de equipo, el Chicago Athletic Association: David Hammond, Bill Tuttle y Hugo Goetz.